# Ronde van Azerbeidzjan (Iran) 2011
De Ronde van Azerbeidzjan in Iran werd tussen 13 en 18 mei 2011 voor de achtste keer gereden.

## Etappe-overzicht
| etappe | datum  | start             | finish            | afstand | winnaar           | klassementsleider |
| ------ | ------ | ----------------- | ----------------- | ------- | ----------------- | ----------------- |
| 1e     | 13 mei | Proloog in Tabriz | Proloog in Tabriz | 4 km    | Stefan Schumacher | Stefan Schumacher |
| 2e     | 14 mei | Tabriz            | Meshkinshahr      | 177 km  | Aleksej Lyalko    | Stefan Schumacher |
| 3e     | 15 mei | Ardabil           | Ardabil           | 50 km   | Mahdi Sohrabi     | Mahdi Sohrabi     |
| 4e     | 16 mei | Sarab             | Tabriz            | 120     | Markus Eichler    | Mahdi Sohrabi     |
| 5e     | 17 mei | Shabestar         | Orumiyeh          | 185 km  | Miguel Ángel Niño | Mahdi Sohrabi     |
| 6e     | 18 mei | Orumiyeh          | Tabriz            | 125 km  | Stefan Schumacher | Mahdi Sohrabi     |

## Eindklassementen

### Algemeen klassement
| rang | renner         | land | tijd        |
| ---- | -------------- | ---- | ----------- |
| 1    | Mahdi Sohrabi  | Iran | 14u 17' 40" |
| 2    | Hossein Askari | Iran | +24         |
| 3    | Ghader Mizbani | Iran | +25         |

1986 · 1987 · 1988 · 1989 · 1990 · 1991 · 1992 · 1993 · 1994 · 1995 · 1996 · 1997 · 1998 · 1999 · 2000 · 2001 · 2002 · 2003 · 2004 · 2005 · 2006 · 2007 · 2008 · 2009 · 2010 · 2011 · 2012 · 2013 · 2014 · 2015 · 2016 · 2017 · 2018 · 2019 · 2020-2021 · 2022 · 2023